# فابريكو
فابريكو (بالإيطالية: Fabbrico)‏ هي بلدية في مقاطعة ريدجو إميليا في إقليم إميليا رومانيا الإيطالي.

## السكان
في سنة 1861 بلغ عدد السكان 2٬855 نسمة، وتطور العدد ليصل في سنة 2011 لـ 6٬696 نسمة.
يظهر هذا المخطط البياني تطور النمو السكاني لـ فابريكو